# ANSA
|  | Per a altres significats, vegeu «Associació de Nacions del Sud-est Asiàtic». |

L'Agenzia Nazionale Stampa Associate (més coneguda pel seu acrònim: ANSA) és una agència de notícies italiana fundada el 15 de gener de 1945. És una cooperativa formada per 36 socis, editors dels principals diaris d'aquest país.
Actualment, ANSA és una de les principals agències de premsa del món i la més gran d'Itàlia, ja que compta amb 22 oficines a Itàlia i d'altres 81 distribuïdes a 74 països del món, que produeixen més de 2.000 notes de premsa al dia. Gràcies a l'accelerat desenvolupament de les telecomunicacions en els últims anys, ANSA ofereix avui serveis informatius amb àudio i vídeo a Internet i també a través de telèfons mòbils.

## Llista de directors
- Edgardo Longoni (1945-1947)
- Leonardo Azzarita (1947-1952)
- Angelo Magliano (1952-1958)
- Vittorino Arcangeli (1958-1961)
- Sergio Lepri (1961-1990)
- Bruno Caselli (1990-1997)
- Giulio Anselmi (1997-1999)
- Pierluigi Magnaschi (1999-2006)
- Giampiero Gramaglia (2006 - 2009)
- Luigi Contu (2009 - ?)

## Socis ANSA
Llista dels diaris que són socis ANSA:
| - L'Adige - Alto Adige - L'Arena - Avvenire - Bresciaoggi - Il Centro - Corriere della Sera - Corriere dello Sport - Il Corriere Mercantile - L'Eco di Bergamo - La Gazzetta del Mezzogiorno - Gazzetta del Sud - La Gazzetta dello Sport - Gazzetta di Mantova - Nuova Gazzetta di Modena - La Nuova Ferrara | - Gazzetta di Parma - Gazzetta di Reggio - Il Gazzettino - Il Giornale - Giornale di Brescia - Giornale di Sicilia - Il Giornale di Vicenza - Il Giorno - Libertà - Il Mattino - Il Mattino di Padova - Il Messaggero - Messaggero Veneto - La Nazione - Il Piccolo - La Prealpina | - La Provincia - La Provincia (di Cremona) - La Provincia Pavese - Il Resto del Carlino - La Sicilia - Il Secolo XIX - Il Sole-24 Ore - La Stampa - Il Tempo - Il Tirreno - La Tribuna di Treviso - La Repubblica - La Nuova Sardegna - L'Unione Sarda - L'Unità - La Nuova Venezia |